# Berna González Harbour
Berna González Harbour (Santander, Cantabria, 1965) es una periodista y escritora española.

## Biografía
Licenciada en Periodismo por la Facultad de Ciencias de la Información de la Universidad Complutense de Madrid, es periodista en el diario El País, crítica literaria, colaboradora de Hoy por Hoy en la Cadena Ser y de la revista cultural Zenda. Formó parte de la sección Internacional de El País entre 1988 y 1990. Tras su paso, como corresponsal en Moscú, por los diarios El Sol (1990-92) y El Periódico de Catalunya (1992-93), regresó a El País en 1996.
Formó parte del equipo fundador de la versión digital de El País. Más tarde se integró en las secciones de Internacional y Domingo, fue redactora jefa de Internacional (2003) para luego pasar a ser subdirectora del diario. Ha sido editora del suplemento cultural Babelia y fue la responsable del boletín diario de este periódico entre enero de 2022 y febrero de 2024, cuando empezó a encargarse del podcast sobre literatura del periódico.
Debutó en la ficción con un relato, «Viaje al fondo de un embudo», que ganó el accésit del Premio José Hierro 1995. En 2012 salió su novela Verano en rojo, protagonizada por la comisaria Ruiz y que se ha llevado al cine en 2023. Con la misma protagonista ha publicado Margen de error (2014), Las lágrimas de Claire Jones (2017, finalista del premio Hammett) y El sueño de la razón (2019, ganadora del premio Hammett). Fuera de esta serie, su relato Arrepentida formó parte de la antología policíaca Charco negro (2013), en la que participaron 20 autores de Argentina y España. También ha publicado las novelas ːLos ciervos llegan sin avisar (2015) y El pozo (2021), y la biografía Goya en el país de los garrotazos (2022).

## Premios y reconocimientos
En el año 1995 ganó el accésit del Premio José Hierro.[cita requerida] En el 2018 recibió el premio de la Asociación de Libreros de Cantabria por «su defensa de la mujer en la realidad y la ficción». En el año 2018 fue finalista del premio Dashiell Hammett. En 2019 recibió el Premio Estrañi de manos de la Asociación de Periodistas de Cantabria «por su aportación al periodismo y la literatura». En el año 2020 ganó el premio Dashiell Hammett de novela negra de la Semana Negra de Gijón, por la novela El sueño de la razón, publicada en 2019. En el año 2022 obtuvo un premio del festival Granada Noir por su trayectoria.

## Novelas
- Serie de la comisaría Ruiz
  - Verano en rojo, RBA, 2012
  - Margen de error, RBA, 2014[14]
  - Las lágrimas de Claire Jones, Ediciones Destino, 2017[15]
  - El sueño de la razón, Ediciones Destino, 2019
  - Qué fue de los Lighthouse, Ediciones Destino, 2025[16]

Otras:
- Los ciervos llegan sin avisar, RBA, 2015[17]
- El pozo, Planeta Libros, 2021.